# Serrodes trispila
Serrodes trispila là một loài bướm đêm trong họ Erebidae.